# Rio Corda
O rio Corda é um rio brasileiro que banha o estado do Maranhão. O rio Corda era conhecido como rio "Capim", por existirem muitos cipós que se enrolavam em forma de corda, daí o nome rio Corda,  com uma  bacia hidrográfica 4700 km². A nascente do rio Corda, que fica na serra da
serra da canela, a  cerca de  450 m de altitude, atualmente localizada no interior de uma grande fazenda de
nome Agroserra (fazenda de agrobussiness - Formosa da Serra Negra), a qual fica próxima a cidade de Fortaleza dos Nogueiras. Seus principais afluentes são os rios Pau Grosso e Rio Ourives e alguns riachos como o Pintado, Estiva, Fundo, Baixão
do Sabonete e Baixão Lagoa de Dentro.

Com  suas águas  límpidas e rápidas,  percorre aproximados  240  km até confluir  com o rio Mearim dentro do município de Barra do Corda.